# Броневич, Валентина Тадеевна
Валентина Тадеевна Броневич (род. 25 января 1956, Тигильский район, Хабаровский край) — заместитель Председателя Правительства Камчатского края (2011—2016), глава Корякского автономного округа (1996—2000), Умолномоченный по правам человека в Камчатском крае (с 25 мая 2016).

## Биография до губернаторства
Валентина Тадеевна Броневич родилась 25 января 1956 года в с. Сопочное. Происходит из смешанной семьи. Мать — ительменка. В 5 лет переехала в село Усть-Хайрюзово. Окончила среднюю школу-интернат в Тигиле. Ительменка. Окончила юридический факультет Иркутского государственного университета. В 1978—1983 годах работала адвокатом Камчатской областной коллегии адвокатов. В 1983—1987 гг. — судья Тигильского райсуда, заместитель председателя суда Корякского АО, в 1987—1990 гг. — председатель Корякского окружного исполкома. В 1991 году — завотделом по народностям Севера и национальным вопросам Камчатского облисполкома, в 1992—1994 гг. — старший юрисконсульт юридической группы ТПО «Камчатлес», в 1994—1996 гг. — председатель Камчатской областной избирательной комиссии.

## Губернаторство
В сентябре 1996 года зарегистрирована кандидатом на пост губернатора Корякского АО. На выборах поддерживалась движением «Реформы — новый курс» и Народно-патриотическим союзом России. 17 ноября 1996 года победила в голосовании с результатом 46,1 % голосов. В интервью «ТВ-Дайджест» она так оценила экономическое состояние области на момент избрания:
«Экономика ни на чём не держалась, её просто не было: госпромхозы и совхозы — базовые, традиционные отрасли хозяйствования — практически утратили своё назначение как товарные отрасли. Госпромхозы частью приватизировались, а значит практически растащились, охотугодья перешли в руки частных охотников, пушнина перекочевала, в основном, в теневой оборот, а рыболовство — в браконьерский бизнес. Часть населения, лишённая официальных рабочих мест, принимала во всём этом участие, разумеется, не имея никаких трудовых и социальных гарантий, а бюджет округа — соответствующих налогов».
Её избрание на пост губернатора случилось тогда, когда государство сняло с себя обязанность по жизнеобеспечению населения Крайнего Севера, выделив для КАО 1/5 требуемых средств. Из-за этого обанкротились некогда крепкие рыбозаводы и колхозы, немало так необходимых округу специалистов покинули сёла. Появились серьёзные проблемы с поставкой топлива, и, как следствие, далеко не всегда в домах были тепло и свет.
В 90-е годы ей удалось провести реформу закрепления за посёлками «малых предприятий», которые содержали социальную сферу в обмен на квоты. При ней окружные рыбоперерабатывающие предприятия полностью своими силами осваивали крабовые квоты, а добыча минтая в 1999 году выросла во много раз, что принесло в бюджет округа весомые «рыбные» деньги. Это дало возможность не только не просить дотаций у государства, но и вложить в «северный завоз» более 81 млн рублей из собственного бюджета и 25 млн рублей внебюджетных средств. Впервые в 1999 году собственные доходы округа превысили финансовую помощь из федерального бюджета (трансферты) почти на 103 миллиона, а дефицит окружного бюджета за три года сократился на 18 %. Доходы же от внешнеэкономической деятельности, напротив, выросли более чем в 4 раза. Всё это позволило решить многие социальные задачи, например, обеспечить граждан, выезжающих за пределы округа, жильём общей площадью 11,6 тысяч квадратных метров. Был создан негосударственный пенсионный фонд, который производил выплату льготных пенсий представителям коренных народностей Севера, а с 2000 года такие же выплаты стали производиться и получателям минимальной социальной пенсии.
Начала развиваться горнодобывающая промышленность, обеспечивая почти 50 % консолидированного бюджета округа. Уделялось внимание разработке собственных месторождений угля, нефти и газа, снижению зависимости от топливной части «северного завоза». В 1998 году в округе появился первый сухогруз: 5-тысячник-угольщик «Палана», был введен новый вспомогательный флот.
В 2000 году проиграла губернаторские выборы директору «Корякгеолдобыча» Владимиру Логинову.

## После губернаторства
C 2002 по 2005 год — генеральный директор ООО «Этнокультурный центр „Билюкай“», заместитель главы администрации Пенжинского района Корякского автономного округа. В 2003 году баллотировалась в Государственную думу IV созыва, но выборы проиграла. С 2005 по 2008 год — вице-губернатор Корякского автономного округа, министр по делам Корякского округа Правительства Камчатского края. C 2011 заместитель Председателя правительства Камчатского края. 25 мая 2016 года назначена уполномоченным по правам человека в Камчатском крае сроком на 5 лет.
В 2024 году была доверенным лицом кандидата в президенты России Владимира Путина.

## Награды
- Благодарность Президента РФ, 26.01.2001;
- Почетная Грамота Совета Федерации Федерального собрания РФ, 30.01.2001;
- Медаль Совета Федерации Федерального собрания РФ, 14.10.2009, 14.10.2014;
- Нагрудный знак МЧС России «Участник ликвидации чрезвычайных ситуаций», 26.09.2007;
- Почетная Грамота губернатора КАО, 24.01.2006;
- Почетная Грамота Законодательного Собрания Камчатского края, 25.01.2011;
- Почетная Грамота Правительства Камчатского края, 22.01.2016.

## Комментарии
1. ↑  Село Сопочное находилось на берегу одноимённой реки в Тигильском районе[2]; не сохранилось.